# Zweden op het Eurovisiesongfestival 2003
Zweden nam deel aan het Eurovisiesongfestival 2003 in Riga, de hoofdstad van Letland. Het was de 43ste deelname van het land op het Eurovisiesongfestival. De selectie verliep via het jaarlijkse Melodifestivalen, waarvan de finale plaatsvond op 15 maart 2003. SVT was verantwoordelijk voor de Zweedse bijdrage voor de editie van 2003.

## Selectieprocedure
Melodifestivalen 2003 was de tweeënveertigste editie van de liedjeswedstrijd die de Zweedse deelnemer voor het Eurovisiesongfestival oplevert.

### Eerste halve finale
| Nr. | Artiest                          | Liedje                      | Televotes | Televotes | Plaats |
| Nr. | Artiest                          | Liedje                      | Ronde 1   | Ronde 2   | Plaats |
| --- | -------------------------------- | --------------------------- | --------- | --------- | ------ |
| 1   | Crosstalk                        | Stronger                    | 14 651    | N/A       | 6      |
| 2   | DeDe Lopez                       | Someone, Somewhere, Someday | 5 386     | N/A       | 7      |
| 3   | Mendez                           | Carneval                    | 26 836    | 34 576    | 3      |
| 4   | Alive featuring Jesse Martin     | Ingen annan                 | 5 341     | N/A       | 8      |
| 5   | Jill Johnson                     | Crazy In Love               | 42 697    | 48 786    | 2      |
| 6   | Da Buzz                          | Stop! Look! Listen!         | 16 817    | N/A       | 5      |
| 7   | Markus Landgren                  | Television                  | 19 997    | 25 998    | 4      |
| 8   | Pernilla Wahlgren & Jan Johansen | Let Your Spirit Fly         | 95 703    | 90 302    | 1      |

### Tweede halve finale
| Nr. | Artiest                     | Liedje                    | Televotes | Televotes | Plaats |
| Nr. | Artiest                     | Liedje                    | Ronde 1   | Ronde 2   | Plaats |
| --- | --------------------------- | ------------------------- | --------- | --------- | ------ |
| 1   | Andrés Esteche              | Just Like A Boomerang     | 29 223    | N/A       | 5      |
| 2   | Sanna Nielsen               | Hela världen för mig      | 46 841    | 79 015    | 2      |
| 3   | Kerli featuring Locatellies | Let's Go                  | 15 334    | N/A       | 7      |
| 4   | Pandora                     | You                       | 10 496    | N/A       | 8      |
| 5   | Brandsta City Släckers      | 15 minuter                | 42 354    | 52 459    | 4      |
| 6   | Fame                        | Give Me Your Love         | 69 283    | 125 975   | 1      |
| 7   | Aleena                      | Better Believe It         | 26 285    | N/A       | 6      |
| 8   | Alcazar                     | Not A Sinner, Nor A Saint | 63 702    | 69 859    | 3      |

### Derde halve finale
| Nr. | Artiest                       | Liedje               | Televotes | Televotes | Plaats |
| Nr. | Artiest                       | Liedje               | Ronde 1   | Ronde 2   | Plaats |
| --- | ----------------------------- | -------------------- | --------- | --------- | ------ |
| 1   | Barbados                      | Bye, Bye             | 36 287    | 38 144    | 2      |
| 2   | Shanna Smith                  | Tonight's The Night  | 5 861     | N/A       | 8      |
| 3   | Nanne Grönvall                | Evig kärlek          | 11 771    | N/A       | 7      |
| 4   | Sarek                         | Genom eld och vatten | 55 934    | 58 138    | 1      |
| 5   | Sofia Källgren & Robert Wells | My Love              | 22 381    | N/A       | 5      |
| 6   | Liverpool                     | Love Is All          | 23 105    | 19 615    | 4      |
| 7   | Shirley Clamp                 | Mr. Memory           | 11 962    | N/A       | 6      |
| 8   | Style                         | Stay The Night       | 37 145    | 19 708    | 3      |

### Vierde halve finale
| Nr. | Artiest           | Liedje                  | Televotes | Televotes | Plaats |
| Nr. | Artiest           | Liedje                  | Ronde 1   | Ronde 2   | Plaats |
| --- | ----------------- | ----------------------- | --------- | --------- | ------ |
| 1   | Sahlene           | We're Unbreakable       | 20 817    | N/A       | 5      |
| 2   | Fernando Brito    | No dudes en llamarme    | 7 526     | N/A       | 8      |
| 3   | Bubbles           | T.K.O. (Knock You Out)  | 37 669    | 44 994    | 3      |
| 4   | Maarja            | He Is Always On My Mind | 14 221    | N/A       | 6      |
| 5   | Östen med resten  | Maria                   | 69 716    | 86 354    | 1      |
| 6   | Lina Hedlund      | Nothing Can Stop Me     | 20 878    | 27 581    | 4      |
| 7   | Mikael Erlandsson | Tills jag mötte dig     | 10 581    | N/A       | 7      |
| 8   | Afro-dite         | Aqua Playa              | 51 974    | 51 378    | 2      |

### Tweedekansronde
| Nr. | Artiest                | Liedje                    | Televotes | Plaats |
| --- | ---------------------- | ------------------------- | --------- | ------ |
| 1   | Mendez                 | Carneval                  | 33 315    | 5      |
| 2   | Markus Landgren        | Television                | 21 763    | 7      |
| 3   | Brandsta City Släckers | 15 minuter                | 44 191    | 3      |
| 4   | Alcazar                | Not A Sinner, Nor A Saint | 102 240   | 1      |
| 5   | Liverpool              | Love Is All               | 28 060    | 6      |
| 6   | Style                  | Stay The Night            | 21 490    | 8      |
| 7   | Bubbles                | T.K.O. (Knock You Out)    | 55 596    | 2      |
| 8   | Lina Hedlund           | Nothing Can Stop Me       | 35 211    | 4      |

### Finale
| Nr. | Artiest                          | Liedje                    | producer                                             | Stemmen | Stemmen | Stemmen | Plaats |
| Nr. | Artiest                          | Liedje                    | producer                                             | Jury    | Publiek | Totaal  | Plaats |
| --- | -------------------------------- | ------------------------- | ---------------------------------------------------- | ------- | ------- | ------- | ------ |
| 1   | Fame                             | Give Me Your Love         | Calle Kindbom, Carl Lösnitz                          | 108     | 132     | 240     | 1de    |
| 2   | Jill Johnson                     | Crazy In Love             | Larry Forsberg, Sven-Inge Sjöberg, Lennart Wastesson | 100     | 22      | 122     | 4e     |
| 3   | Östen med resten                 | Maria                     | Larry Forsberg, Sven-Inge Sjöberg, Lennart Wastesson | 10      | 11      | 21      | 8e     |
| 4   | Afro-dite                        | Aqua Playa                | Marcos Ubeda                                         | 48      | -       | 48      | 7e     |
| 5   | Sanna Nielsen                    | Hela världen för mig      | Thomas G:son                                         | 27      | 66      | 93      | 5e     |
| 6   | Barbados                         | Bye Bye                   | Lotta Ahlin, Tommy Lydell, Bobby Ljunggren           | 7       | -       | 7       | 10e    |
| 7   | Sarek                            | Genom eld och vatten      | Mårten Eriksson, Stina Jadelius                      | 11      | 44      | 55      | 6e     |
| 8   | Pernilla Wahlgren & Jan Johansen | Let Your Spirit Fly       | Anders Dannvik, Ola Höglund                          | 90      | 88      | 178     | 2e     |
| 9   | Bubbles                          | T.K.O. (Knock You Out)    | Paul Rein, Lars Erlandsson, Fredrik Lenander         | 10      | -       | 10      | 9e     |
| 10  | Alcazar                          | Not A Sinner, Nor A Saint | Tommy Lydell, Bobby Ljunggren, Lotta Ahlin           | 62      | 110     | 172     | 3e     |

### Stemmen

#### Jury's
| Liedje                    | Luleå | Umeå) | Sundsvall | Falun | Karlstad | Örebro | Norrköping | Göteborg | Växjö | Malmö | Stockholm | Totaal |
| ------------------------- | ----- | ----- | --------- | ----- | -------- | ------ | ---------- | -------- | ----- | ----- | --------- | ------ |
| Give Me Your Love         | 6     | 12    | 4         | 6     | 12       | 12     | 10         | 12       | 10    | 12    | 12        | 108    |
| Crazy In Love             | 12    | 10    | 12        | 10    | 8        | 10     | 8          | 10       | 4     | 10    | 6         | 100    |
| Maria                     | -     | 2     | 6         | -     | -        | 1      | 1          | -        | -     | -     | -         | 10     |
| Aqua Playa                | 8     | 8     | 8         | 2     | 1        | 6      | 6          | 4        | -     | 1     | 4         | 48     |
| Hela världen för mig      | -     | -     | 2         | 1     | 4        | -      | 4          | 8        | 8     | -     | -         | 27     |
| Bye Bye                   | -     | 1     | -         | -     | 2        | -      | -          | -        | 2     | 2     | -         | 7      |
| Genom eld och vatten      | 4     | -     | -         | 4     | -        | -      | -          | -        | 1     | -     | 2         | 11     |
| Let Your Spirit Fly       | 2     | 6     | 10        | 12    | 6        | 8      | 12         | 6        | 12    | 6     | 10        | 90     |
| T.K.O. (Knock You Out)    | 1     | -     | 1         | -     | -        | 2      | -          | 1        | -     | 4     | 1         | 10     |
| Not A Sinner, Nor A Saint | 10    | 4     | -         | 8     | 10       | 4      | 2          | 2        | 6     | 8     | 8         | 62     |

#### Televotes
| Liedje                    | Jury | Aantal stemmen | Punten | Totaal |
| ------------------------- | ---- | -------------- | ------ | ------ |
| Give Me Your Love         | 108  | 229 753        | 132    | 240    |
| Crazy In Love             | 100  | 116 440        | 22     | 122    |
| Maria                     | 10   | 92 722         | 11     | 21     |
| Aqua Playa                | 48   | 59 520         | -      | 48     |
| Hela världen för mig      | 27   | 136 984        | 66     | 93     |
| Bye Bye                   | 7    | 37 132         | -      | 7      |
| Genom eld och vatten      | 11   | 127 143        | 44     | 55     |
| Let Your Spirit Fly       | 90   | 156 702        | 88     | 178    |
| T.K.O. (Knock You Out)    | 10   | 91 979         | -      | 10     |
| Not A Sinner, Nor A Saint | 62   | 182 736        | 110    | 172    |

## In Riga
In Letland moest Zweden optreden als 25ste, net na Roemenië en voor Slovenië. Aan het einde van de puntentelling was gebleken dat Zweden 5de geworden met een totaal van 107 punten.
Men ontving 1 keer het maximum van de punten.
Door dit resultaat mochten ze rechtstreeks aantreden in de finale van Eurovisiesongfestival 2004.
België en  Nederland hadden respectievelijk 4 en 3 punten over voor deze inzending.

### Gekregen punten

#### Finale
| 12 punten                     | 10 punten             | 8 punten                                        | 7 punten                               | 6 punten                         |
| ----------------------------- | --------------------- | ----------------------------------------------- | -------------------------------------- | -------------------------------- |
| - Roemenië                    | - Verenigd Koninkrijk | - Malta                                         | - Estland - Noorwegen - Polen - Spanje | - Letland - Slovenië             |
| 5 punten                      | 4 punten              | 3 punten                                        | 2 punten                               | 1 punt                           |
| - IJsland - Israël - Oekraïne | - België              | - Duitsland - Nederland - Oostenrijk - Portugal | - Frankrijk - Kroatië                  | - Bosnië en Herzegovina - Cyprus |

### Punten gegeven door Zweden

#### Finale
Punten gegeven in de finale:
| 12 punten | Noorwegen  |
| 10 punten | Duitsland  |
| 8 punten  | Turkije    |
| 7 punten  | IJsland    |
| 6 punten  | Oostenrijk |
| 5 punten  | Nederland  |
| 4 punten  | Spanje     |
| 3 punten  | Polen      |
| 2 punten  | Rusland    |
| 1 punt    | Roemenië   |